# Philipp Brand (Baumeister)

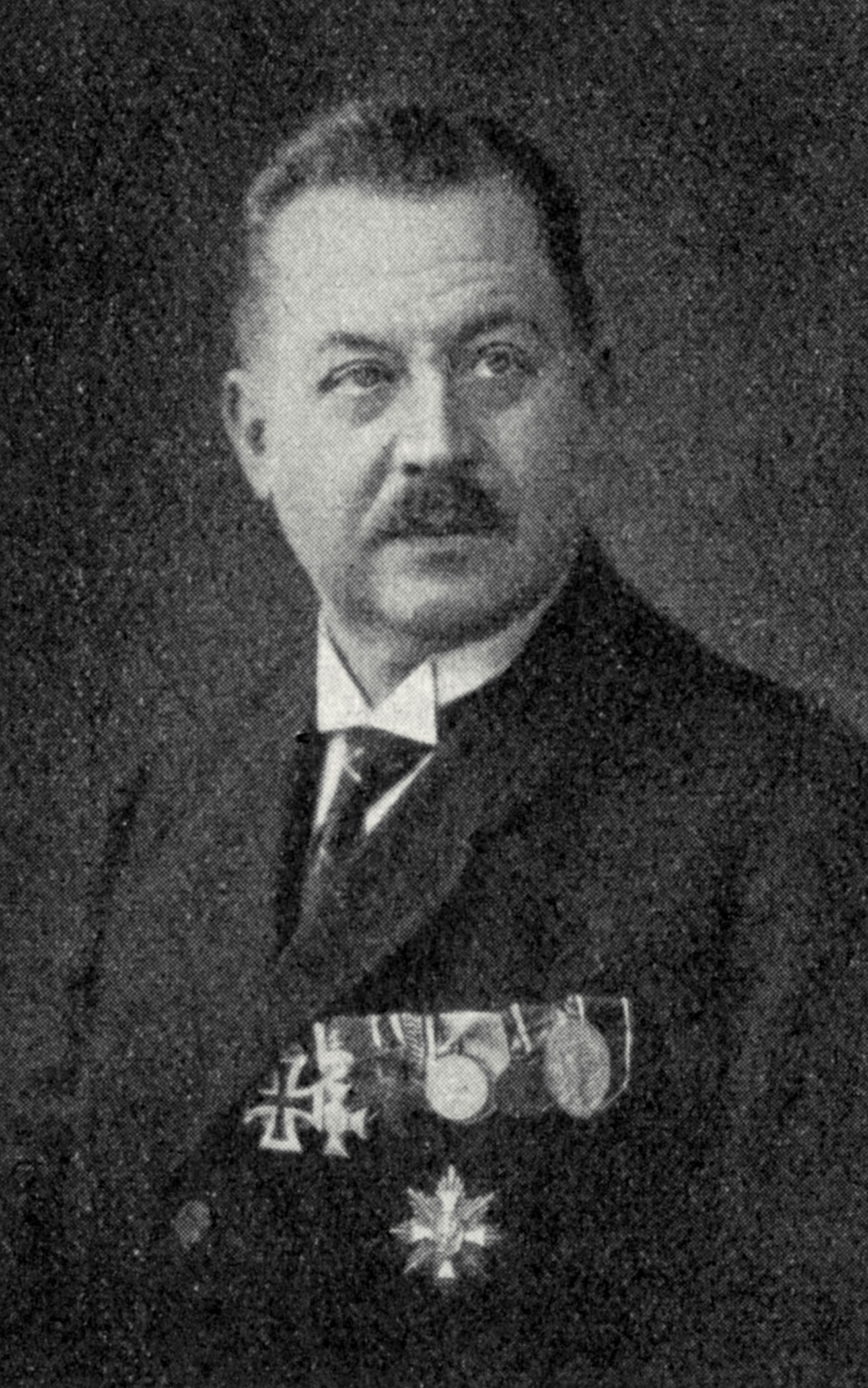
Philipp Brand

Philipp Brand (* 4. August 1878 in Pfeddersheim; † 21. Juli 1940 in Worms) war Dombauleiter, seit 1930 Dombaumeister, des Wormser Doms.

## Familie
Philipp Brand war der Sohn des Stein- und Bildhauers Jacob Brand und dessen Frau Magdalena, geborene Gruhn. Er hatte zwei Brüder, die ebenfalls Bildhauer und Steinmetz wurden und später den väterlichen Betrieb übernahmen.
Philipp Brand heiratete am 29. November 1902 Maria Gumbel. Aus der Ehe gingen die Söhne Alfons (er wurde Architekt) und Philipp (er wurde Mediziner) hervor.

## Beruf

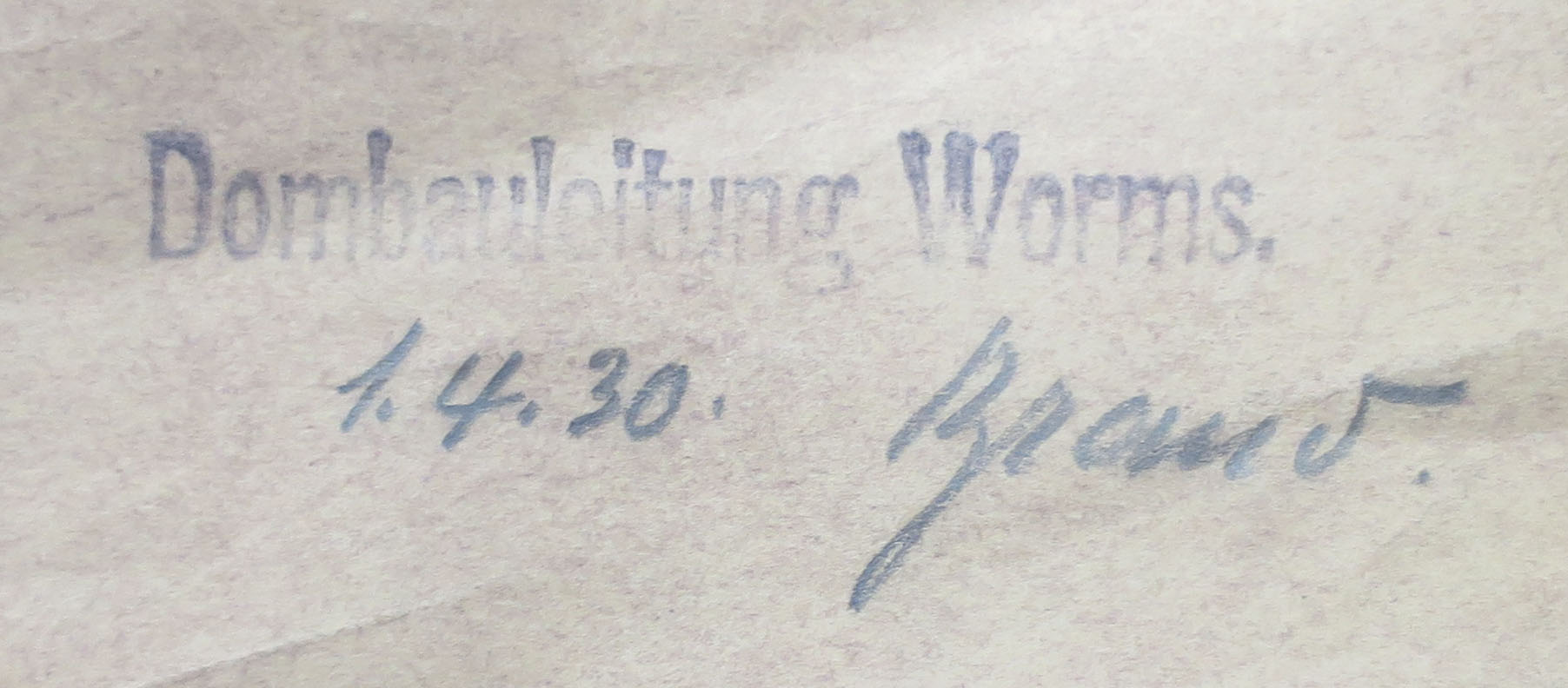
Unterschrift von Philipp Brand auf einem Plan

Philipp Brand trat 1896 in die Dombauhütte des Wormser Doms ein. Diese war kurz zuvor für die anstehende Sanierung des Westchores des Doms gegründet worden. Er war dort als Bautechniker unter der Leitung des Dombaumeisters Karl Hofmann tätig, der 1897 zum ordentlichen Professor an die Technische Hochschule Darmstadt berufen wurde und damit nicht mehr täglich vor Ort sein konnte. So oblag Philipp Brand ein Teil der örtlichen Bauleitung. Er dokumentierte auch die archäologischen Grabungen, die den Baumaßnahmen vorangingen, so sorgfältig, dass sie – hoch gelobt vom Direktor des Römisch-Germanischen Zentralmuseums, Gustav Behrens –, als Grundlage für deren Auswertung, dienen konnten, die erst 30 Jahre später erfolgte. Karl Hofmann setzte Philipp Brand auch als Zeichner der Vorlagen für die Konkurrenz zur neuen Straßenbrücke über den Rhein ein, die Hofmann gewann.
Von 1898 bis 1900 leistete er seinen Militärdienst ab.
Ab 1911 war er „Domwerkmeister“ und leitete die Baustelle insgesamt. Angestellt war er beim Hessischen Hochbauamt. Neben der Dombaustelle führte er auch die Aufsicht bei anderen Staatsbauten in der Stadt Worms. Karl Hofmann blieb aber weiterhin Dombaumeister.
1914 wurde mit dem Ausbruch des Ersten Weltkriegs die Dombauhütte geschlossen und Brand als Pionier zum Militär eingezogen. Er überstand den Krieg unversehrt, und die Dombauhütte wurde im Dezember 1918 wiedereröffnet. Hauptaktivität der Dombauhütte war in dieser Zeit die Sanierung der an die Südseite des Doms angebauten Nikolauskapelle. Die wirtschaftlich schwierigen Zeiten führten allerdings dazu, dass die Baustelle im Herbst 1922 erneut geschlossen werden musste und bis 1925 ruhte. Als die türkische Regierung um einen Experten für die Instandsetzung historischer Gebäude bat, wurde Brand von der TH Darmstadt (also wohl: Karl Hofmann) empfohlen. Der Auftrag umfasste die Begutachtung der Alabastermoschee in Kairo sowie der al-Aqsa-Moschee und des Felsendoms in Jerusalem und den Auftrag Vorschläge zu deren Instandsetzung zu machen. Im Frühjahr 1924 unternahm er die Reise. In dieser Zeit wird Philipp Brand auch erstmals als „Architekt“ bezeichnet – eine damals noch nicht geschützte Berufsbezeichnung. Anlässlich der Neuweihe der Nikolauskapelle am 21. Dezember 1930 erhielt er den Ehrentitel „Dombaumeister“ und eine überschwängliche Laudatio in der Festschrift. Er war mit Rudolf Kautzsch befreundet, der das grundlegende Werk zur Baugeschichte des Wormser Doms herausgab. Philipp Brand war Mitautor. Er legte auch – sowohl baulich als auch inhaltlich – das Domarchiv St. Peter Worms an, in dem die Unterlagen zu den baulichen Veränderungen am Dom aufbewahrt werden.
Bei der Restaurierung der Katharinenkirche in Oppenheim war er – zumindest beratend – beteiligt.
1940 verstarb Philipp Brand an den Folgen eines Diabetes, an dem er seit vielen Jahren litt.

## Ehrungen
- 1914 Verdienstorden Philipps des Großmütigen[23]
- vor 1918 Eisernes Kreuz[24]

Anlässlich der Neuweihe der Nikolauskapelle erhielt er 1930 den Ehrentitel „Dombaumeister“.

## Trivia

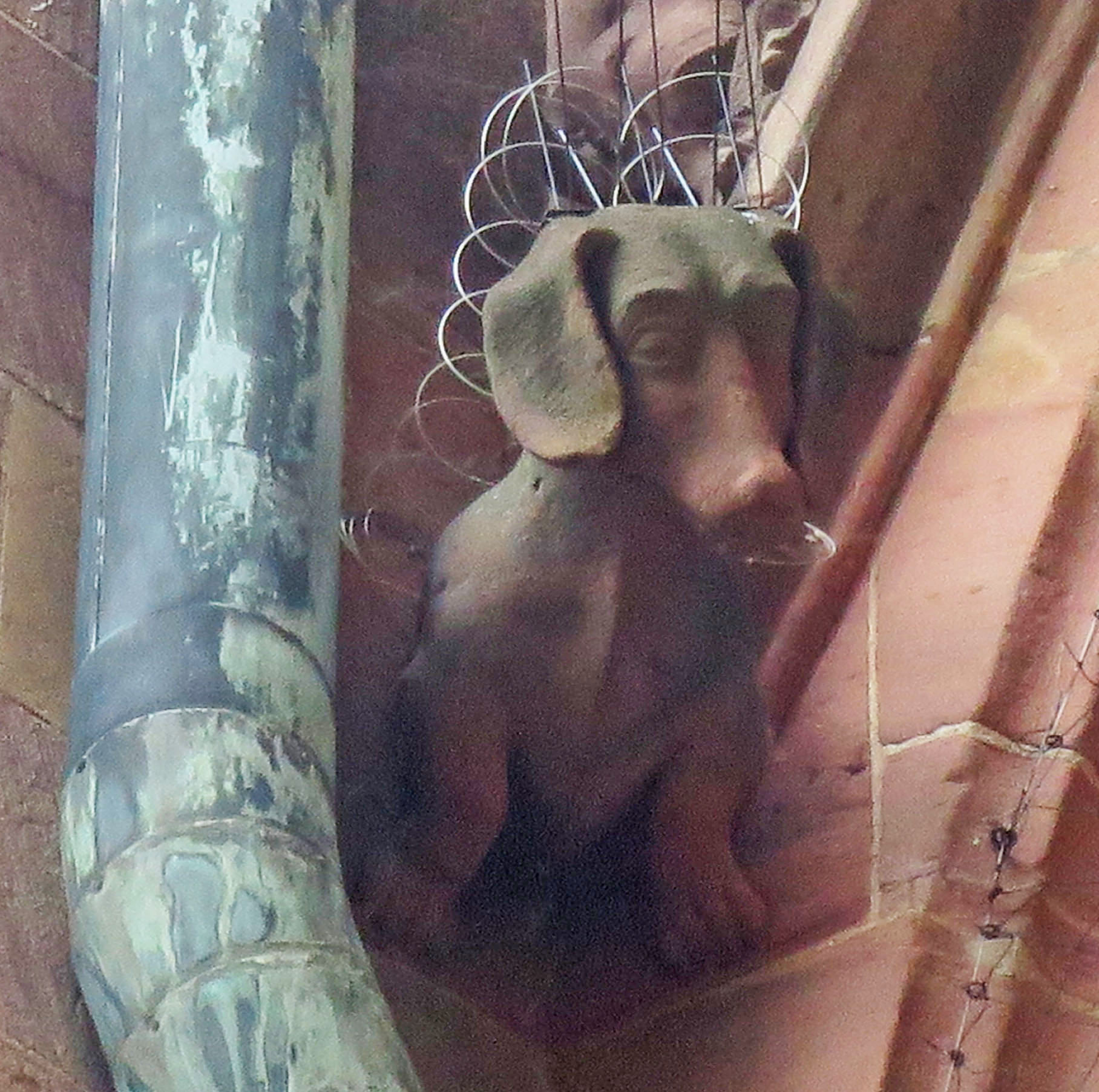
Dackel-Skulptur an der Ostfassade der Nikolauskapelle

Der „Wormser Dackel“, die Figur eines Dackels am nordöstlichen Chorfenster der Nikolauskapelle am Wormser Dom, soll im Zuge von deren Wiederaufbau durch Philipp Brand eingefügt worden sein. Dabei soll sein Dackel dem Bildhauer Modell gesessen haben. Der Grund dafür ist die legendenhafte Erzählung, der Dackel, der seinem Herrn überall hin – auch auf das Gerüst – gefolgt sei. An einem Tag habe an seinem Bein gezerrt, um ihn vor einem herabfallenden Gesteinsbrocken zu bewahren, der sich oberhalb gelöst hatte. In der Familie Brand erzählte man die Geschichte anders: Für den Schlussstein des Portals fehlte ein Motiv. Die Idee kam von Brands Frau, den Dackel als „fünftes Familienmitglied“ dort zu verewigen. Da der Dackel immer mit auf der Baustelle war, konnte der Chefsteinmetz ein gutes Abbild von ihm fertigen. Auch der SWR berichtete über den Dackel.